# Gunnar Nordström
Gunnar Nordström (Helsinki, 12 marzo 1881 – Helsinki, 24 dicembre 1923) è stato un fisico finlandese, ricordato per la sua teoria della gravitazione che fu la prima in competizione con la relatività generale.
Completata la sua dissertazione all'Università di Helsinki nel 1908, Nordström entrò a far parte del corpo docente all'università. Successivamente lavorò per un paio di anni a Leida con Paul Ehrenfest e divenne professore all'Università di tecnologia di Helsinki nel 1918.
Nel 1914 Nordström introdusse una dimensione spaziale aggiuntiva alla sua teoria, la quale simultaneamente descriveva la gravità e l'elettromagnetismo. Questa fu la prima delle teorie extra dimensionali, oggi nota come teoria di Kaluza-Klein, dai nomi dei due scienziati che la riscoprirono indipendentemente da Nordstrom all'inizio degli anni Venti.
Durante il tempo trascorso a Leiden, Nordström risolse le equazioni di campo per i corpi caricati sfericamente simmetrici, estendendo in questo modo i risultati di Hans Reissner per una carica puntiforme. La metrica per una distribuzione della carica non-rotante è al giorno d'oggi nota come metrica di Reissner-Nordström.
Nordström era anche molto interessato alle sostanze radioattive di cui, all'epoca, non si conosceva la pericolosità. L'essersi esposto alle radiazioni potrebbe essere stata una causa favorente l'anemia perniciosa di cui morì a soli 42 anni la vigilia di Natale del 1923.